# Trstenik
Trstenik (serbisch-kyrillisch Трстеник) ist eine Stadt im Okrug Rasina in Serbien. 2002 betrug die Stadtbevölkerung 17.180 Einwohner. Die Stadt liegt am Fluss Zapadna Morava. Der Name der Stadt stammt vom serbischen Wort Trske (Schilf) ab.

## Söhne und Töchter der Stadt
- Dobrica Ćosić (1921–2014), Politiker
- Voja Mirić (1933–2019), Schauspieler
- Nebojša Bradić (* 1956), Politiker und Regisseur
- Marko Baša (* 1982), Fußballspieler
- Milenko Sebić (* 1984), Sportschütze
- Jovana Rapport (* 1992), Schachspielerin

## Galerie

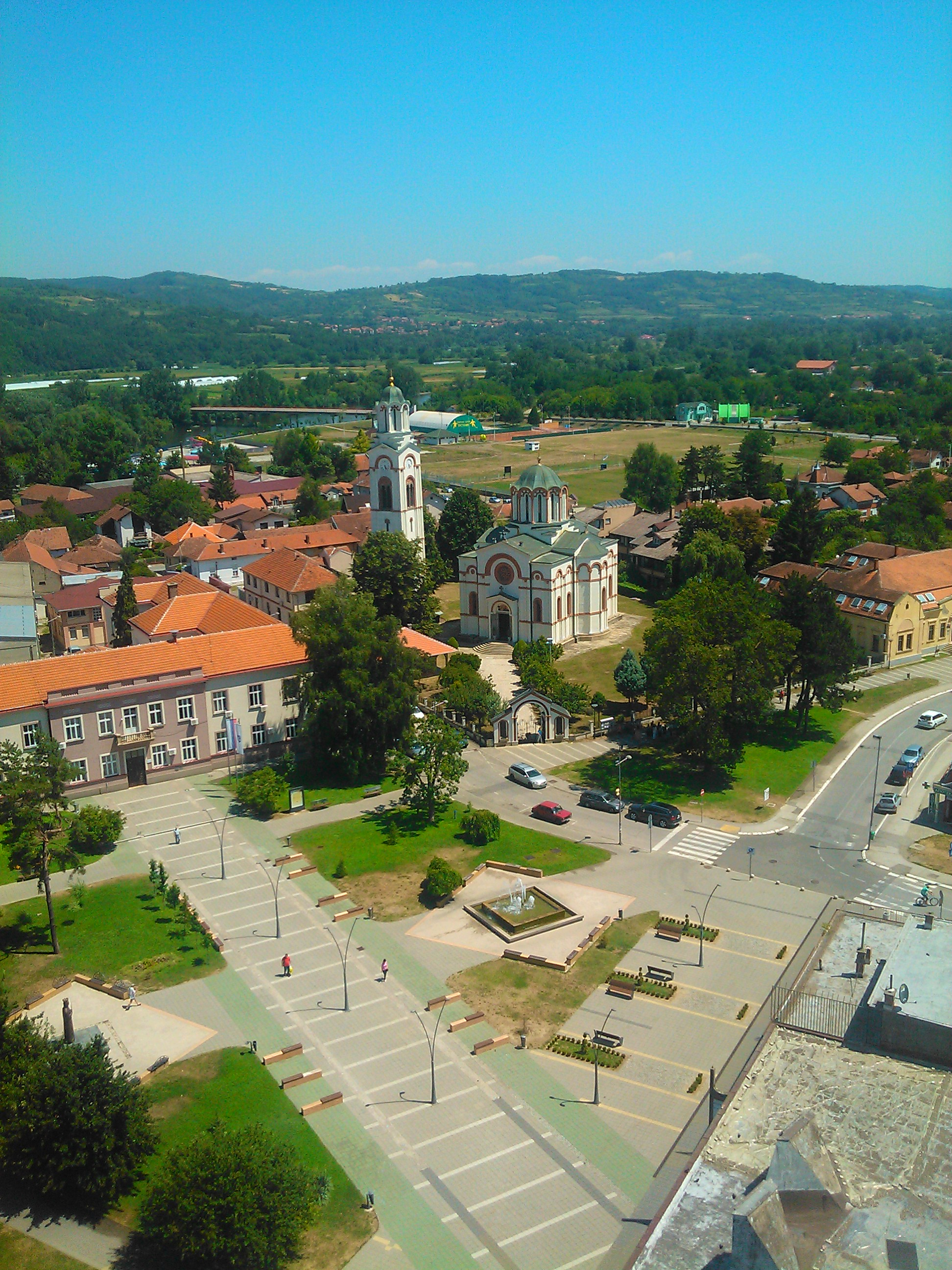
Die Stadt Trstenik
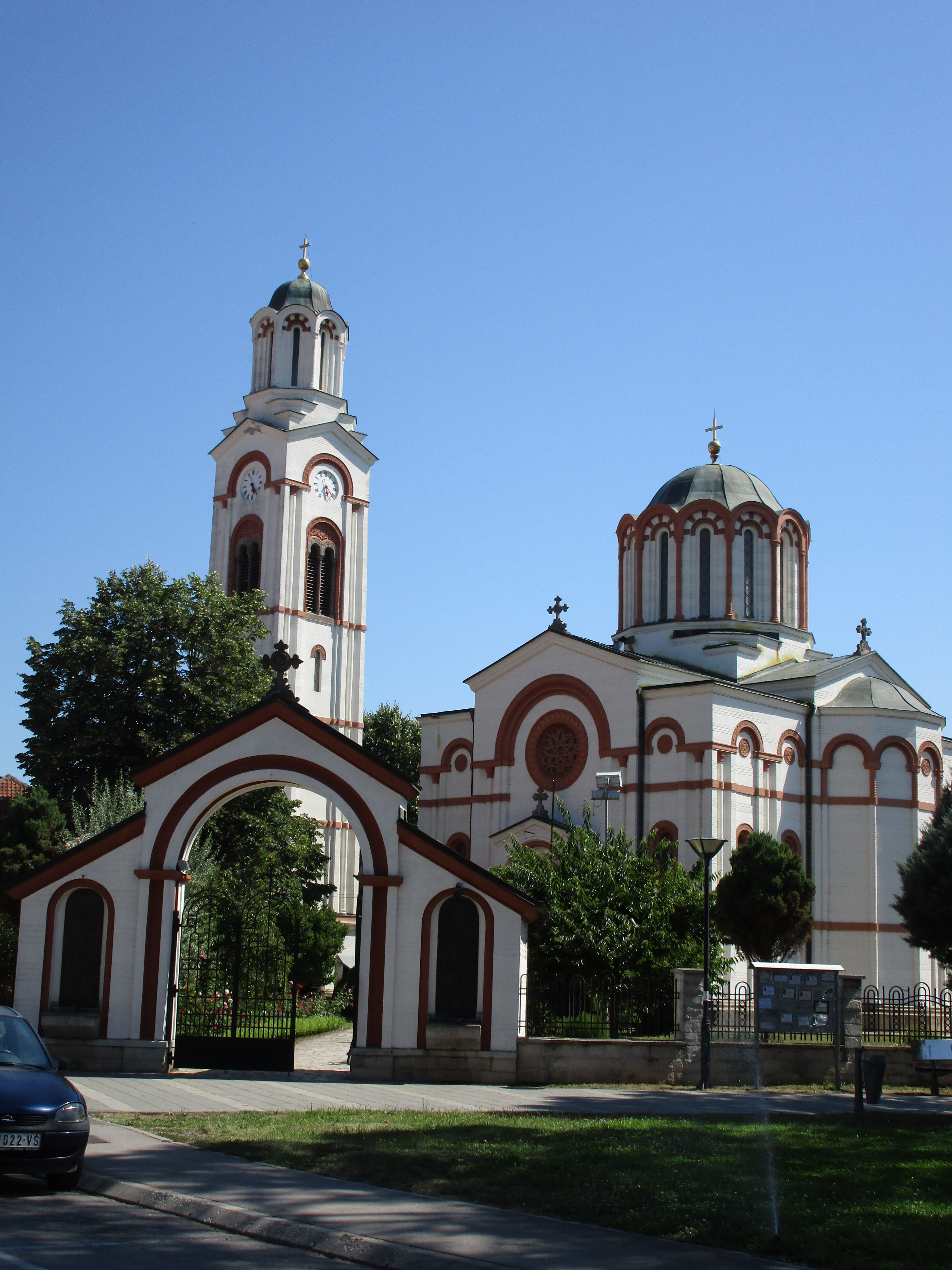
Kirche
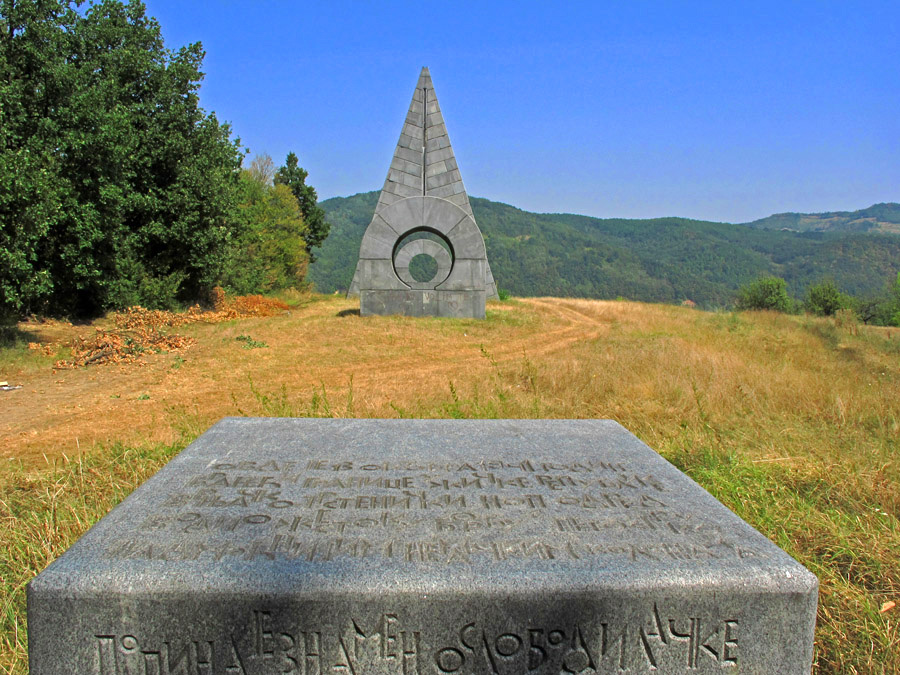
Gedenkstätte